# 1991 ve filmu

## Filmy roku 1991

### České filmy
- Čarodějky z předměstí (režie: Drahomíra Králová)
- Discopříběh 2 (režie: Jaroslav Soukup)
- Kouř (režie: Tomáš Vorel)
- Obecná škola (režie: Jan Svěrák)
- Planeta s tiše fialovou září (režie: Adam Rezek)
- Requiem pro panenku (režie: Filip Renč)
- Rošáda (režie: Peter Patzak)
- Slunce, seno, erotika (režie: Zdeněk Troška)
- Tankový prapor (režie: Vít Olmer)

### Zahraniční filmy
- Addamsova rodina (režie: Barry Sonnenfeld)
- Barton Fink (režie: Joel a Ethan Coenovi)
- Bláznivá střela 2 a 1/2: Vůně strachu (režie: David Zucker)
- Bugsy (režie: Barry Levinson)
- La casa del sorriso (režie: Marco Ferreri)
- The Commitments (režie: Alan Parker)
- Delikatesy (režie: Jean-Pierre Jeunet)
- Dobrodruzi z velkoměsta (režie: Ron Underwood)
- The Doors (režie: Oliver Stone)
- Evropa, Evropa (režie: Agnieszka Hollandová)
- For the Boys (režie: Mark Rydell)
- Frankie a Johnny (režie: Garry Marshall)
- Freddyho smrt – Poslední noční můra (režie: Rachel Talalayová)
- Hook (režie: Steven Spielberg)
- J'entends plus la guitare (režie: Philippe Garrel)
- JFK (režie: Oliver Stone)
- Král rybář (režie: Terry Gilliam)
- Kráska a zvíře (režie: Gary Trousdale a Kirk Wise)
- Mlčení jehňátek (režie: Jonathan Demme)
- Mys hrůzy (režie: Martin Scorsese)
- Noci s nepřítelem (režie: Joseph Ruben)
- Opravdově, šíleně, hluboce (režie: Anthony Minghella)
- Oskar (režie: John Landis)
- Pán přílivu (režie: Barbra Streisandová)
- Paris s'éveille (režie: Olivier Assayas)
- Robin Hood: Král zbojníků (režie: Kevin Reynolds)
- Star Trek VI: Neobjevená země (režie: Nicholas Meyer)
- Středozemí (režie: Gabriele Salvatores)
- Vzpomínky jako kapky deště (režie: Isao Takahata)
- Ten kluk je postrach 2 (režie: Brian Levant)
- Terminátor 2: Den zúčtování (režie: James Cameron)
- Thelma a Louise (režie: Ridley Scott)
- Urga (režie: Nikita Michalkov)
- Zemřít mladý (režie: Joel Schumacher)
- Žhavé výstřely (režie: Jim Abrahams)